# آرنولد نودین
آرنولد نودین (به انگلیسی: Arnold Naudain) سناتور سابق عضو حزب ملی جمهوری‌خواه بود. وی در سال ۱۸۳۰ تا ۱۸۳۶ میلادی سناتور ایالت دلاویر در سنای ایالات متحده آمریکا بود.